# Орден партизанске звезде
Орден партизанске звезде (мкд. Орден на партизанската ѕвезда; словен. Red partizanske zvezde) је био одликовање Социјалистичке Федеративне Републике Југославије у три реда, које се додељивало од 1943. до 1992. године.
Орден је установио Врховни командант НОВ и ПОЈ Јосип Броз Тито 15. августа 1943. године Указом о одликовањима у Народноослободилачкој борби, а додељивао се — за умешност у командовању и нарочите заслуге у борби (први ред), за храброст и специјалне подвиге бораца (други ред) и за храброст и пожртвованост у борби (трећи ред).
После завршетка рата, Председништво Антифашистичког већа народног ослобођења Југославије је 9. јуна 1945. године донело Закон о орденима и медаљама Демократске Федеративне Југославије према коме су се сва три реда одликовања додељивала — старешинама оружаних снага ФНРЈ за успешно командовање јединицама оружаних снага, за умешност у руковођењу борбеним деловањима и за показану нарочиту храброст у рату. Орден се могао додељивати и војним јединицама или установама, а носио се на десној страни груди.
Орден партизанске звезде 1. степена додељивао се, првобитно, за „умешност у командовању и нарочите заслуге у борби”, Орден 2. степена за „храброст и подвиге бораца”, а Орден 3. степена за „храброст и пожртвованост у борби”. Касније су сва три степена одликовања додељивана „старешинама оружаних снага СФРЈ, за успешно командовање јединицама оружаних снага, за умешност у руковођењу борбеним деловањима и за показану нарочиту храброст у рату”.
Законом о изменама и допунама Закона о одликовањима ФНР Југославије од 1. марта 1961. године извршена је измена назива Ордена, па је од тада имао следеће редове:
- Орден партизанске звезде са златним венцем (раније Орден партизанске звезде првог реда) — 9. у важносном реду југословенских одликовања.
- Орден партизанске звезде са сребрним венцем (раније Орден партизанске звезде другог реда) — 17. у важносном реду југословенских одликовања.
- Орден партизанске звезде са пушкама (раније Орден партизанске звезде трећег реда) — 29. у важносном реду југословенских одликовања.

Аутори Ордена, као и већине југословенских одликовања, били су сликар Ђорђе Андрејевић Кун и вајар Антун Аугустинчић. Орден представља једноставна емајлирана црвена звезда петокрака, која у првом степену између кракова има златни венац, а у другом степену мањи сребрни венац, док су у трећем степену две укрштене пушке. Први примерци су били израђивани у Московској ковници новца у Совјетском Савезу. После рата, Орден се најпре израђивао у златарско-резбарској радионици Браће Кнаус у Загребу, а потом у Индустријској ковници Орешковић Марко (ИКОМ), такође у Загребу.
Орден партизанске звезде са златним венцем се додељивао од 7. септембра 1944. до 1980. године, југословенским и страним држављанима, и додељен је укупно 627 пута. Орден партизанске звезде са сребрним венцем се додељивао од 7. септембра 1944. до 1972. године и додељен је 1.531 пута, док се Орден партизанске звезде са пушкама додељивао од 7. септембра 1944. до 1973. године и додељен је 10.384 пута.
| Изглед и траке одликовања                  | Изглед и траке одликовања                   | Изглед и траке одликовања           |
| Орден партизанске звезде са златним венцем | Орден партизанске звезде са сребрним венцем | Орден партизанске звезде са пушкама |
| ------------------------------------------ | ------------------------------------------- | ----------------------------------- |
| Изглед одликовања                          |                                             |                                     |
|                                            |                                             |                                     |
| Траке одликовања                           |                                             |                                     |
|                                            |                                             |                                     |